# ГЕС Chûte-à-Caron
ГЕС Chûte-à-Caron – гідроелектростанція у канадській провінції Квебек. Знаходячись після ГЕС l’Isle Maligne, разом з ГЕС Shipshaw становить нижній ступінь каскаду у сточищі річки Сагне, яка за сто вісімдесят кілометрів на північний схід від міста Квебек впадає ліворуч до річки Святого Лаврентія (дренує Великі озера).
В межах проекту річку перекрили бетонною гравітаційною греблею висотою 55 метрів та довжиною 897 метри, яка потребувала 270 тисяч м3 матеріалу та утримує водосховище з площею поверхні 32,5 км2 та об’ємом 725 млн м3.
Пригреблевий машинний зал обладнали чотирма турбінами загальною потужністю 224 МВт, які використовують напір у 48,8 метра.
Власником станції є світовий алюмінієвий гігант Rio Tinto Alcan.